# Rob Schneider
Robert Michael "Rob" Schneider, född 31 oktober 1963 i San Francisco, Kalifornien, är en amerikansk skådespelare, komiker, manusförfattare och regissör. Schneider började som ståuppkomiker och medverkade i det amerikanska humorprogrammet Saturday Night Live innan han blev skådespelare i långfilmer. Han har spelat huvudrollen i bland annat komedierna Hollywood gigolo och The Hot Chick.
Schneider är känd för att göra små roller i Adam Sandlers filmer, där han ofta spelar en person som Sandlers rollfigur är god vän med (till exempel i 50 First Dates) eller kraftigt fientlig mot (till exempel i Jiddra inte med Zohan).

## Filmografi i urval
- 1990 – Gröna gubbar i Hollywood
- 1991 – Tuffa tag på plan!
- 1992 – Ensam hemma 2 - vilse i New York
- 1993 – Surf Ninjas
- 1993 – Demolition Man
- 1993 – Nyinflyttade i Beverly Hills
- 1995 – Judge Dredd
- 1996 – Titta vi dyker
- 1996 – Pinocchios äventyr
- 1998 – Knock Off
- 1998 – Waterboy
- 1999 – Hollywood gigolo
- 1999 – Big Daddy
- 1999 – Mupparna i rymden
- 2000 – Little Nicky
- 2001 – The Animal
- 2002 – Mr. Deeds
- 2002 – Adam Sandler's Eight Crazy Nights
- 2002 – The Hot Chick
- 2004 – 50 First Dates
- 2004 – Jorden runt på 80 dagar
- 2005 – Benknäckargänget
- 2005 – Deuce Bigalow: European Gigolo
- 2006 – Grandma's Boy
- 2006 – The Benchwarmers
- 2006 – Click
- 2006 – Shark Bait
- 2006 – Little Man
- 2007 – Härmed förklarar jag er Chuck och Larry
- 2008 – Jiddra inte med Zohan
- 2008 – Big Stan
- 2008 – Bedtime Stories
- 2009 – American Virgin
- 2010 – Grown Ups
- 2010 – The Chosen One
- 2011 – You May Not Kiss the Bride
- 2013 – Inappropriate Comedy
- 2015 – OMG, I'm a Robot!
- 2015 – The Ridiculous 6
- 2017 – Sandy Wexler